# Hitterdal, Minnesota
Hitterdal, Minnesota (енгл. Hitterdal) град је у америчкој савезној држави Минесота.

## Демографија
По попису из 2010. године број становника је 201, што је 0 (0,0%) становника више него 2000. године.
| Група             | 2000.       | 2010.       |
| Белци             | 195 (97,0%) | 192 (95,5%) |
| Афроамериканци    | 0 (0,0%)    | 3 (1,5%)    |
| Азијати           | 3 (1,5%)    | 1 (0,5%)    |
| Хиспаноамериканци | 3 (1,5%)    | 2 (1,0%)    |
| Укупно            | 201         | 201         |